# اسوا
اسوا (فرانسوی: Essoyes‎؛ ‏تلفظ فرانسوی: [ɛswa]) کمونی در دپارتمان اوب در شمال مرکزی کشور فرانسه است. هنرمند امپرسیونیست فرانسوی پیر اگوست رنوآر خانه‌ای در این شهر داشت. این شهر، زادگاه همسر رنوآر آلین شاریگو و دایهٔ فرزندانش گابریل رنار بود و در بسیاری از تابلوهای او ثبت شده‌است.